# 瓦西里·康定斯基
瓦西里·瓦西里耶维奇·康丁斯基（俄语：Васи́лий Васи́льевич Канди́нский，羅馬化：Vasiliy Vasilyevich Kandinskiy，1866年12月16日—1944年12月13日），出生于俄罗斯的画家和美术理论家。
儒略曆1866年12月4日，康丁斯基出生于俄罗斯莫斯科，在敖德萨度过童年。进莫斯科大学后，就读法律和经济学。1896年在慕尼黑学习绘画（写生，素描和解剖学），在俄国革命之后的1918年返回莫斯科。因为前卫艺术与官方的现实主义艺术相悖，1921年他去到德国，从1922年在包豪斯开始任教，1928年加入德国国籍，直至1933年包豪斯被纳粹德國政府关闭。此后定居法国，在1939年加入法国国籍，1940年法国被纳粹德國占领，康定斯基没有选择前往美国定居，他在1944年逝于塞纳河畔讷伊。
与皮特·蒙德里安和马列维奇等人一起，康定斯基被认为是抽象艺术的先驱。他还与其他人共同成立了一个为时不长但很有影响力的艺术团体“蓝骑士”。康定斯基的绘画售价曾近一千五百万美元。所羅門·古根漢美術館是康定斯基作品的最大藏家之一。
康丁斯基具有联觉（知觉混合）的能力，他可以十分清晰地听见色彩。这一效果对他的艺术产生主要影响。他甚至把他的绘画命名为“即兴”和“结构”，仿佛它们不是绘画而是音乐作品。

## 艺术分期
康定斯基的纯抽象艺术并不是突如其来的。
美术学家“Hajo Duechting”把康定斯基按照艺术特征划分为六个时期：
- 初期（莫斯科1866年-1896年）
- 变形（慕尼黑1896年-1911年）
- 抽象的突破（蓝骑士 1911年-1914年）
- 俄罗斯间奏曲（1914年-1921年）
- 点，线和面（包豪斯 1922年-1933年）
- 生物的抽象（巴黎 1934年-1944年）

### 青年和灵感
康定斯基在莫斯科的少年时代的生活赋予他诸多艺术灵感。在童年时代，他对色彩具有异乎寻常的感受力和非凡的记忆力。这可能由于他具有联觉使得他如同看见色彩一样清晰地听见色彩。在莫斯科生活的年代他一直保持着这种对色彩的强烈兴趣，尽管当时他还没有显出要钻研艺术的倾向。
1889年康定斯基参加了一个民俗调查小组，对莫斯科北部的沃洛格达地区进行旅行考察。他研究了当地民间艺术中在深色背景上使用明亮色彩的騙人手法，这种手法在他早期作品中留下了痕迹。
几年后康定斯基写道“色彩是琴键，眼睛是和声，灵魂则是有着众多琴弦的钢琴”。
1896年，康定斯基刚好30岁，他放弃了教授法律和经济学的有前途的教职，前往慕尼黑进入艺术学院。就在这一年离开莫斯科之前，他看到了莫奈的画展，尤其是聆听了对《乾草堆》的解说，对具有高度色彩感受力的他来讲，这幅画意味着色彩已经从物体本身得以解放。

### 蓝骑士
在艺术学院，康定斯基的条件非常有利，他年长而且成熟，不仅作为绘画的初学者，而且还作为一个真正的艺术理论家。尽管这一时期的作品估计相当多，可惜现存的很少。20世纪开始后，情况有所改观。很多自然风景画和城镇画都留了下来，这些画用色粗厚，形象可辨。康定斯基的绝大多数画都不强调人物，一个例外是“旧俄罗斯的星期天”（1904年），画中农民和贵族站在城墙的前面，这是一幅重新创作的画，色彩极其丰富，至于富于幻想那是当然的。
“马上情侣”（1907年）描写了马背上的一对年轻人，男子温柔小心地拥着女子，途经一座俄罗斯城堡，正准备涉河。马在默默的走着，远处城堡璀璨的夜色使河流和树叶带上了色彩斑斓的反光圆点。
“蓝骑士”（1903）也许是康定斯基在1900年的最初十年里的最重要作品。画中一名骑士身披蓝色斗篷，身跨白马，飞速穿越一片山地牧场。骑士和马匹在草地上落下的阴影是深蓝色的。画的前方有很多散乱的蓝色阴影，可能是没画出来的树影。蓝骑士在绘画中占有突出的地位，但没有明确的定论，马的步态不自然（康定斯基想必知道）。事实上有人认为骑士身携一孩子，同样也可以认为骑士还有另外一个阴影。康定斯基把骑士画成一群色彩的组合，而并不注重细节。“蓝骑士”与现代画家的作品相比没有特别卓著之处，但是它显示了过不了几年后康定斯基所要走的方向。
从1906年到1908年康定斯基花了很多时间周游欧洲，最后在慕尼黑以外的小镇落脚。“蓝色的山” （1908年 - 1909年）是这一期间的作品，显示了他走向纯粹抽象的倾向。一座蓝色的山被左右两颗大树裹胁，一黄，一红。三名骑士和其他徒步者组成的行列在画的底边穿越。骑士的脸，衣服和马鞍都涂成单色，骑士和徒步者根本没有细节描写。“蓝色的山”画中的色彩使用法显示了康定斯基进入了一个独立于形态的，只表现色彩本身的艺术境界。
除了绘画，康定斯基还取得了作为美术理论家的发言权。他协助建立了慕尼黑新艺术家协会并在1909年成为会长。由于这一团体不能整合象康定斯基那样的彻底革新的艺术手法和传统艺术理念的矛盾，在1911年宣布解散。康定斯基于是着手建立一个新的艺术团体“蓝骑士”，结集了具有相似志向的艺术家，比如弗朗茨·马克。这一团体发行一本年鉴，也命名为“蓝骑士”，曾举办过两次画展。年鉴和画展原计划多次进行，由于1914年第一次世界大战的爆发而终止。康定斯基途经瑞士和瑞典返回俄罗斯。
康定斯基在《蓝骑士年鉴》发表的文章和同年撰写的论文《论艺术的精神》几乎在同一时期问世，对抽象艺术来说既是卫护，又是推进。文中还论证了所有形式的艺术都具有到达某种精神高度的同等能力。他相信在绘画中，色彩可以作为一种自主的东西，游离于物体或者任何其它形态的视觉描述而独成一体。另外，他还有一部名为《点、线、面》的艺术理论著作。

### 畫廊

#### 構成系列
《構成》系列原本有十幅，但一至三號在二戰中毀壞，所以第四號現為此系列第一幅。作品名稱英文「compositions」，除構成外也有作曲意思，此系列即試圖使用畫作來表現音樂感。

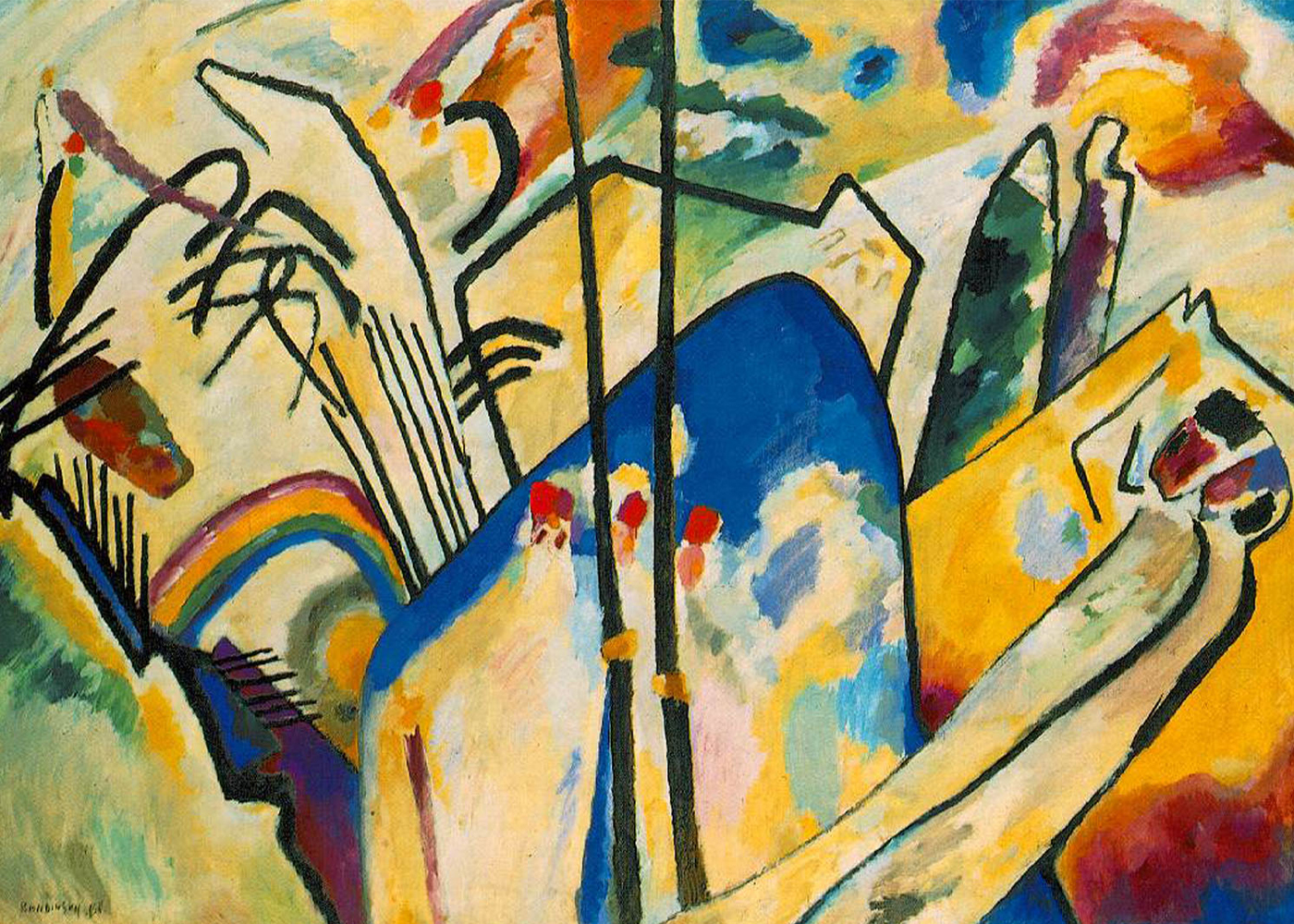
構成第四號:戰鬥
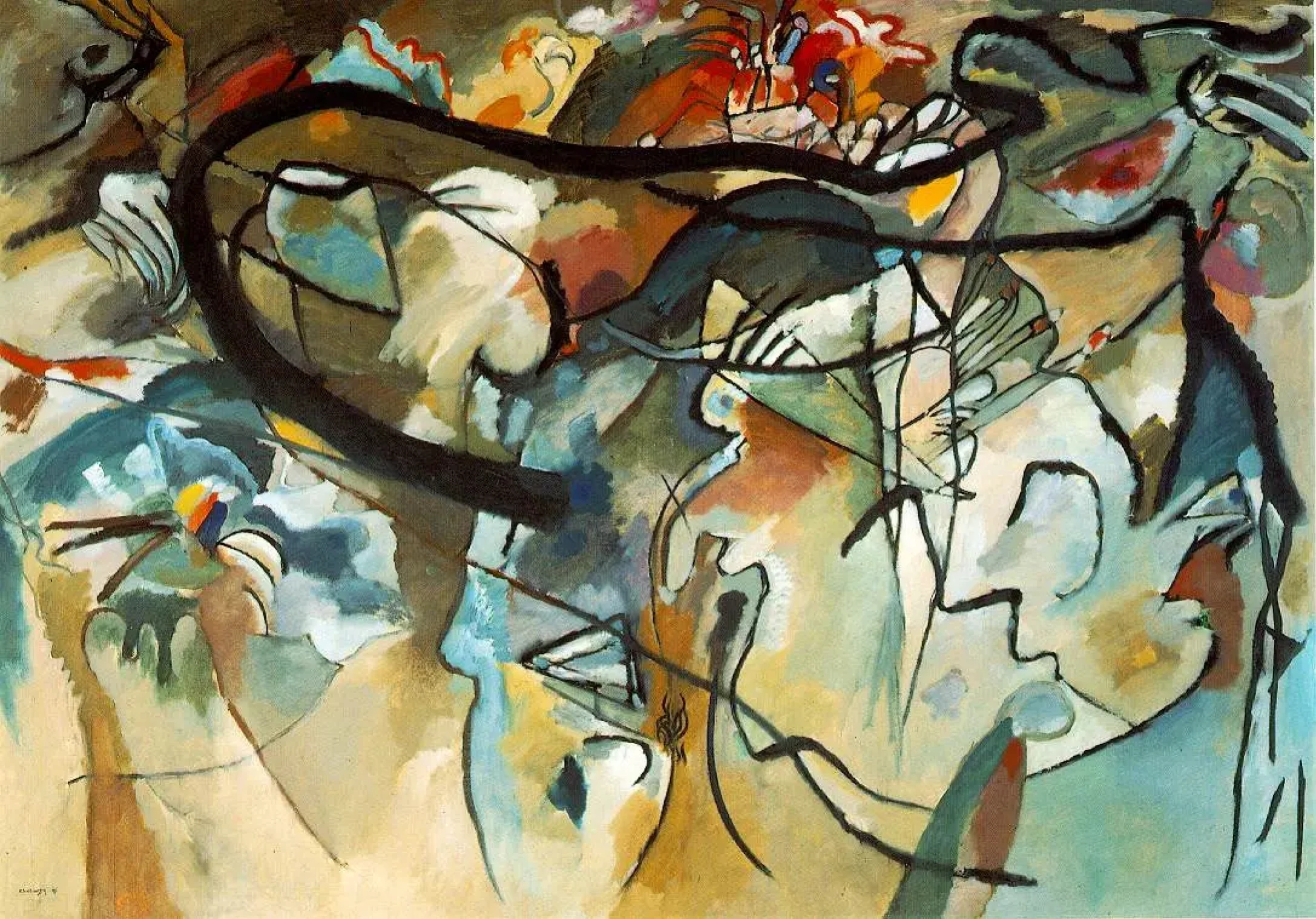
構成第五號
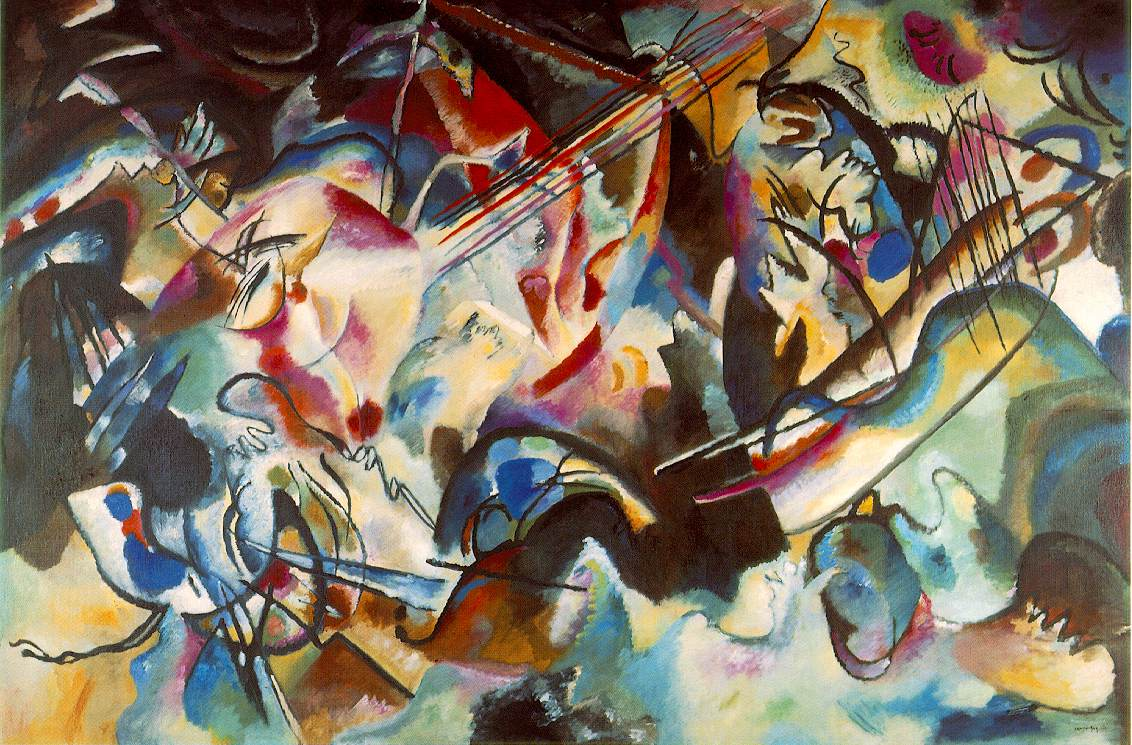
構成第六號:洪荒
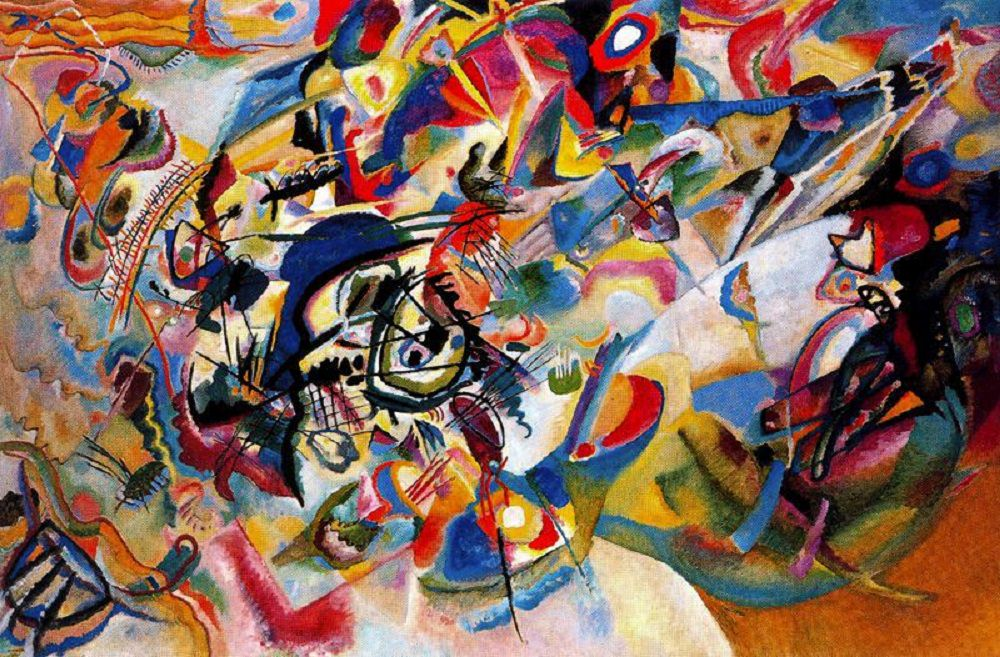
構成第七號
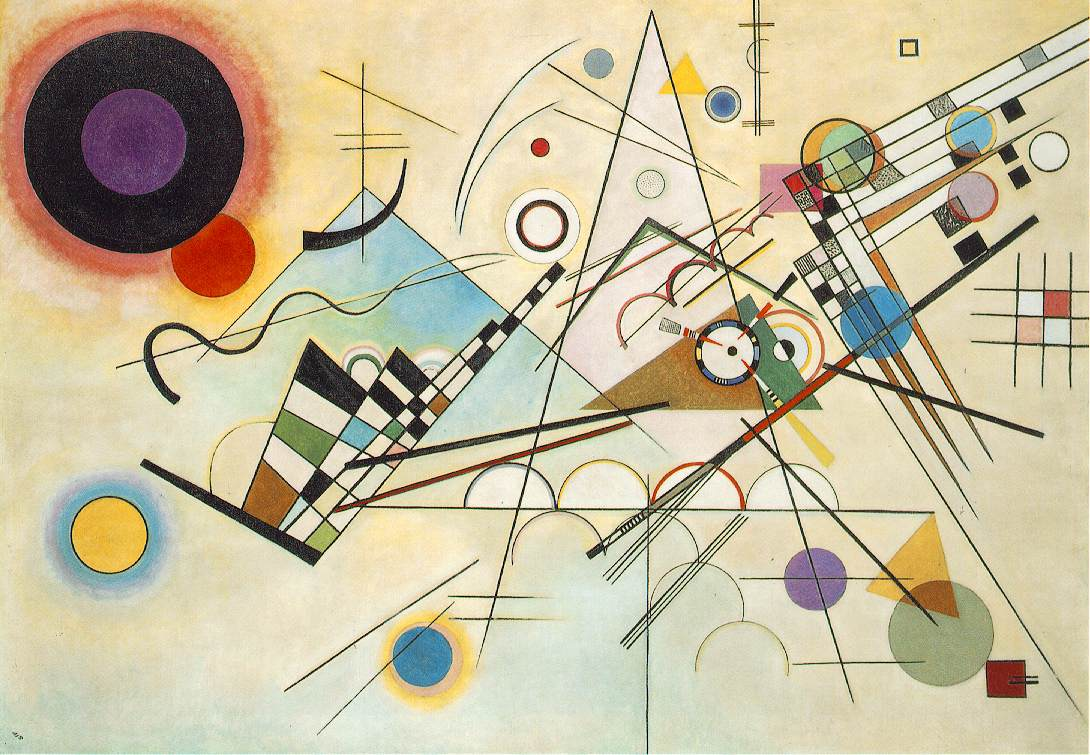
構成第八號
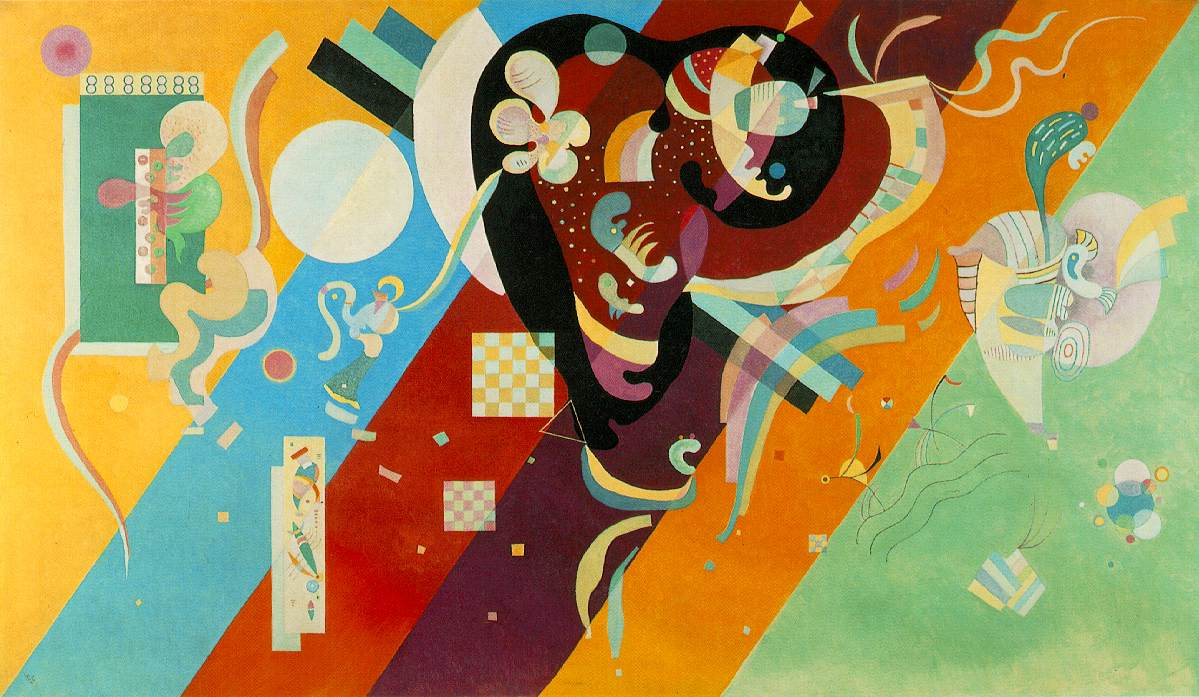
構成第九號
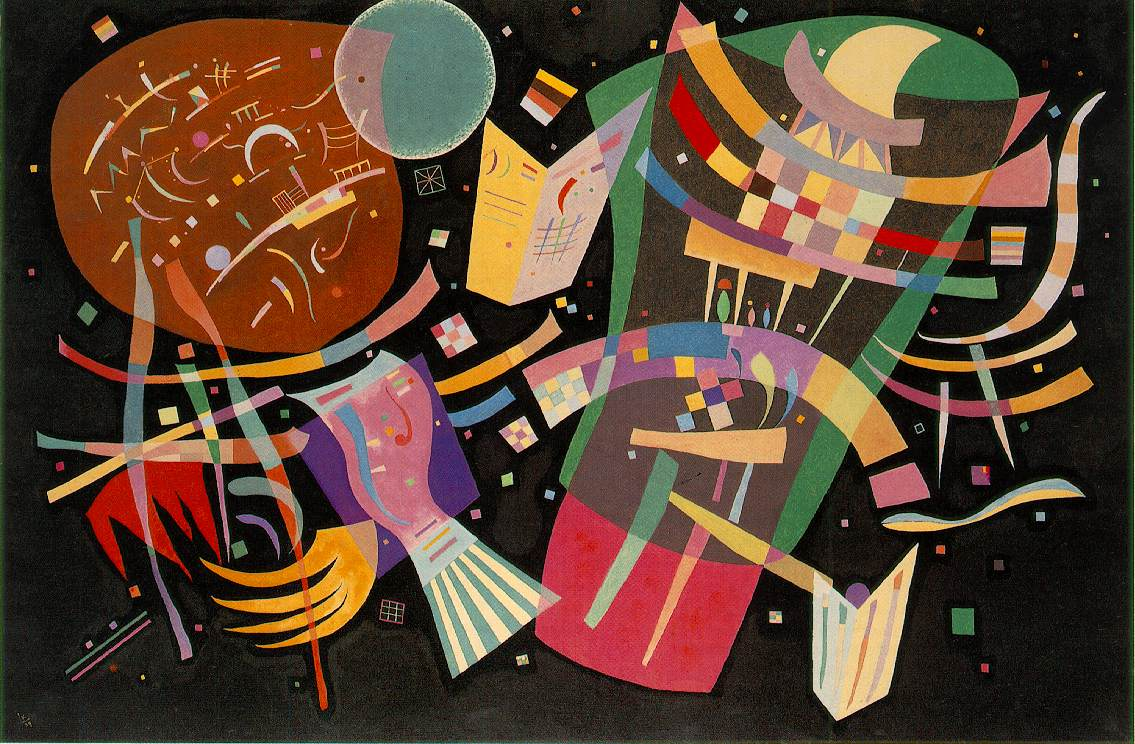
構成第十號

### 瓦西里的椅子
1925年至1932年，包浩斯遷校至狄索。匈牙利籍學生马塞尔·布劳耶在1925年上半季騎腳踏車在校園中閒晃，從腳踏車彎曲的鋼管把手上突發奇想，聯想到索內的彎木椅，就用鋼管，配合帆布和織品等材料，並由工廠技師協助，不斷的實驗，終於創造出世界第一張量產的鋼管椅。為了感謝老師康定斯基的啟蒙，布魯爾將他的鋼管椅以老師的名字命名為「瓦西里椅」（Wassily Chair）。

## 冥誕
- 2014年12月16日，谷歌在首頁為其慶祝第148歲生日。[1]